# Арам (син Сима)
Арам (івр. אֲרָם) — в Біблії син Сима, онук Ноя.
Легендарний предок арамеїв. За Таблицею народів Арам разом з Еламом, Ашшуром, Арпахшадом та Лудом були синами Сима. Синами Арама були: Уц, Хул, Гетер і Маш.
Другий біблійний персонаж з ім'ям «Арам» — онук Нахора, брата Авраама.
Третій біблійний персонаж з тим же ім'ям «Арам» — син Шемера, з коліна Ашера.
Четвертий біблійний персонаж з тим же ім'ям «Арам», згаданий у Родоводі Ісуса Христа — син Есрома, онук Переца.